# Estádio Mineirão
Estádio Mineirão – stadion piłkarski w Belo Horizonte, na którym swoje mecze rozgrywają kluby Atlético Mineiro i Cruzeiro EC. Stadion znajduje się w dzielnicy Pampulha, wpisanej na listę światowego dziedzictwa UNESCO.

## Historia
25 lutego 1960 roku uniwersytet Minas Gerais przekazał stanowi ziemie, na których miał stanąć stadion. Projekt stadionu opracowali architekci Eduardo Mendes Guimarães Júnior i Caspar Garreto. Budową od 1963 roku kierował inżynier Arthur Eugênio Jermann. Od rozpoczęcia prac do momentu inauguracji przy pracach nad budową wzięło udział około 5 tysięcy robotników.

## Mecze Mistrzostw Świata 2014
Stadion był areną Mistrzostw Świata w Piłce Nożnej 2014. Na stadionie odbyły się 4 mecze fazy grupowej, mecz fazy 1/8 finału oraz półfinał.
| Data            | Godzina     | Reprezentacja | Wynik        | Reprezentacja        | Faza                 | Frekwencja |
| --------------- | ----------- | ------------- | ------------ | -------------------- | -------------------- | ---------- |
| 14 czerwca 2014 | 18:00       | Kolumbia      | 3:0          | Grecja               | Grupa C              | 57 174     |
| 17 czerwca 2014 | 18:00       | Belgia        | 2:1          | Algieria             | Grupa H              | 56 800     |
| 21 czerwca 2014 | 18:00       | Argentyna     | 1:0          | Iran                 | Grupa F              | 57 698     |
| 24 czerwca 2014 | 18:00       | Kostaryka     | 0:0          | Anglia               | Grupa D              | 57 823     |
| 28 czerwca 2014 | 18:00       | Brazylia      | 1:1 (3:2 k.) | Chile                | 1/8 finału           | 57 714     |
| 8 lipca 2014    | 22:00       | Brazylia      | 1:7          | Niemcy               | półfinał             | 58 141     |
| Liczba goli     | Liczba goli | Liczba goli   | 17 + 5 k.    | Całkowita frekwencja | Całkowita frekwencja | 345 310    |

## Historyczne gole zdobyte na stadionie
- Gol numer 1: Buglê, z Atlético Mineiro, 5 września 1965
- Gol numer 1000: Lola, z Atlético Mineiro, 6 kwietnia 1968
- Gol numer 5000: Paulinho, z Villa Nova AC, 10 marca 1985

## Rekordy frekwencji
- 22 czerwca 1997 – 132 834 – Cruzeiro 1-0 Villa Nova – liga stanu Minas Gerais
- 4 maja 1969 – 123 351 – Atlético 0-1 Cruzeiro – liga stanu
- 9 października 1977 – 122 534 – Cruzeiro 3-1 Atlético-MG – liga stanu
- 21 grudnia 1976 – 121 415 – Cruzeiro 0-0 Bayern Monachium – Puchar Interkontynentalny
- 26 października 1980 – 115 983 – Atlético-MG 1-0 Cruzeiro – liga stanu
- 13 lutego 1980 – 115 142 – Atlético-MG 2-1 Flamengo – liga brazylijska – finał
- 15 maja 1983 – 113 479 – Atlético-MG 0-0 Santos – liga brazylijska
- 8 listopada 1981 – 112 919 – Atlético-MG 1-1 Cruzeiro – liga stanu
- 2 czerwca 1968 – 110 432 – Atlético MG 1-2 Cruzeiro – liga stanu
- 15 grudnia 1974 – 109 363 – Cruzeiro 2-1 Atlético-MG – liga stanu